# Ростокино (бывшее село, Москва)
Ростокино — бывшее село, вошедшее в состав Москвы в 1917 году. Располагалось на территории современного района Ростокино.

## Происхождение названия
В современном русском языке слово не употребляется. Оно принадлежит к общеславянскому языковому фонду и означает «раздвоение на два потока». Село стояло на Яузе и впадавшей в неё речке Горяинке, образуя в плане фигуру, похожую на развилку. Корни «расток» и «ростоки» можно увидеть в многочисленных географических названиях — город Росток в восточной части Германии (где исторически проживали славяне), Розтоки, пригород Праги, село Ростоши в Воронежской области, возвышенность Росточье близ Львова, многочисленные села и деревни Ростоки на западе Украины и в других районах расселения славян и древних русичей.

## История
Село Ростокино известно ещё с XV века, тогда его владельцем был Михаил Борисович Плещеев, видный деятель эпохи Василия Тёмного. В 1446 или 1447 году, после смерти свой жены Соломониды, Плещеев за упокой её души передал Ростокино «с серебром, и с хлебом, и с сеном, и со всем, что к тому селу потягло, и с пустошами» Троице-Сергиеву монастырю.
Став монастырским, село быстро богатело, так как его жители имели «обельную грамоту», освобождавшую их от всех казённых повинностей и податей. В Ростокино, на Яузе, стояла мельница, помол которой шёл в монастырскую казну. По документам также известно, что в селе находилась деревянная церковь Воскресения Христова.
28 сентября 1552 года неподалёку от Ростокино, рядом с Троицкой дорогой, москвичи встречали царя Ивана IV после победы над Казанским ханством.

«И прииде государь к царствующему своему граду Москве, и стречаху государя множество народа. И толико множество народа, и поля не вмещаху их: от рекы от Яузы и до посада и по самой град, по обе страны пути, безчислено народа, старии и унии, велии гласы вопиющий, ничтоже ино слышати, токмо: Многа лета царю благочестивому, победителю варварскому и избави телю християньскому!»

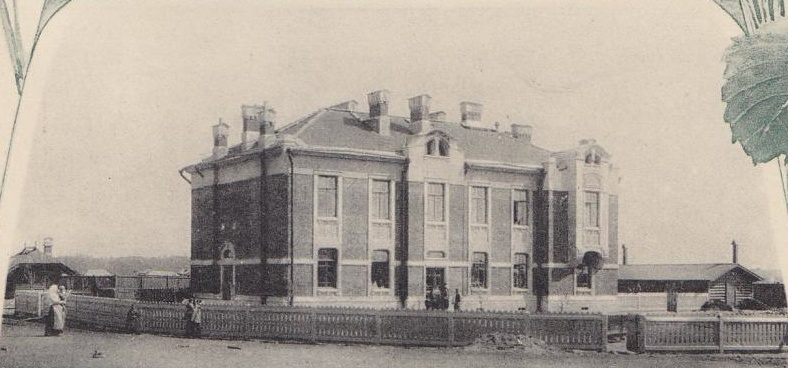
Жилой дом на станции Ростокино (1907)

В конце XVI века по соседству с Ростокиным появилось другое село Леоново. В XVIII веке оно принадлежало учёному, действительному статскому советнику Павлу Григорьевичу Демидову, в гостях у которого бывали Н. И. Новиков и Н. М. Карамзин.

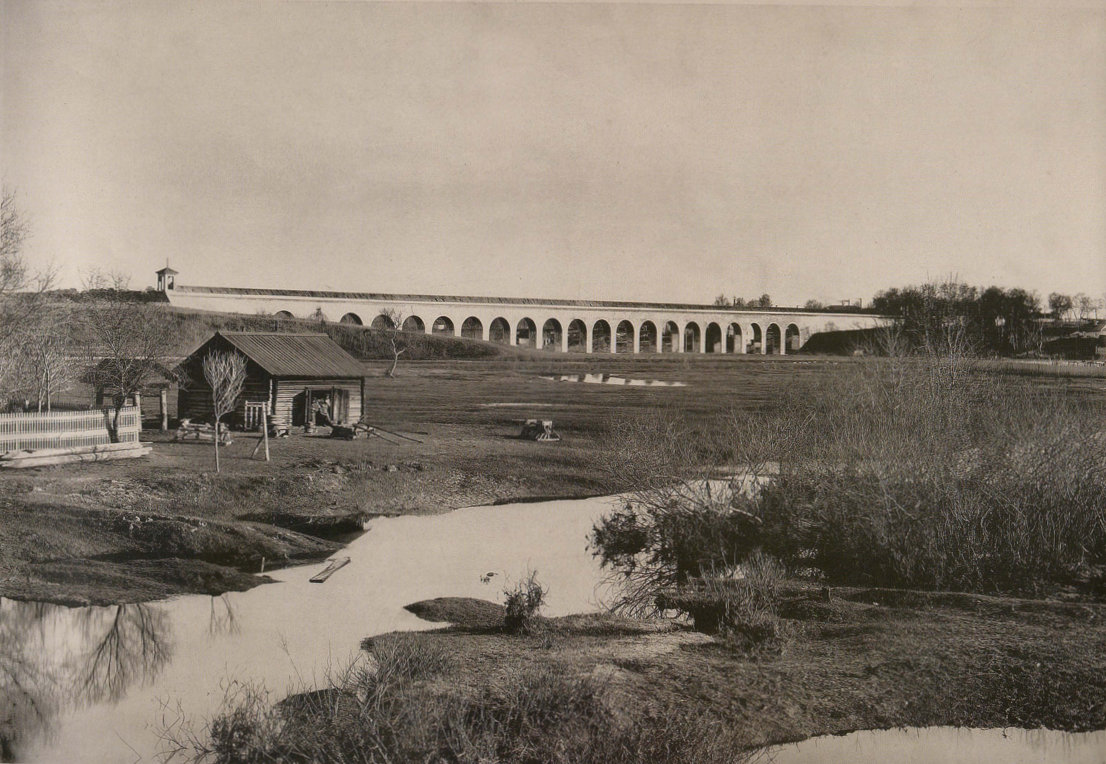
Ростокинский акведук (1890)

В Смутное время Ростокино было разорено проходившими польско-литовскими отрядами и казаками, поддерживающими Лжедмитрия I и Лжедмитрия II. В последующие годы, его восстановление проходило очень медленно.
В 1764 году село перешло в ведение Коллегии экономии, крестьяне наряду с земледелием стали заниматься извозом. При Павле I Ростокино было передано митрополиту Платону, а при Александре I вновь стало собственностью государства.
Со второй половины XIX века Ростокино постепенно превращается в промышленный пригород. В 1852 году здесь начинает работать бумагопрядильная фабрика коллежского советника Владимира Матвеевича Молчанова. Рядом находилась фабрика ситценабивная фабрика купца Николая Яковлевича Константинова. А также заводы по изготовлению брезента, производству револьверных патронов, отбельно-крутильное заведение.
В 1903—1908 годах построена Московская окружная железная дорога, которая в 1917 году стала официальной границей города. Ростокино оказалось внутри кольца, на котором рядом с селом была построена станция «Ростокино». В послевоенное время территория бывшего села начала застраиваться типовыми жилыми домами.
Название села сохранено в названии района Ростокино, Ростокинского акведука, путепровода, улицы, Ростокинских мостов и станции малого кольца МЖД.

## Современность
В настоящее время[когда?] в районе проживает около 29 000 жителей, в районе 148 зданий, включая новые 58-этажные здания жилого комплекса «Триколор».
На территории района есть станция метро «Ботанический сад», проложены 3 троллейбусных линии, 8 автобусных маршрутов, трамвайная и монорельсовая линии, железнодорожная платформа «Яуза».
В районе работают 18 промышленных предприятий: АООТ «Русский мех» , АООТ «Яуза-хлеб», АОЗТ «Ростокинская камвольно-отделочная фабрика», АООТ МПШО «Смена», АО «Детская мебель».
В районе 5 ВУЗов: ВГИК (2 отд.), МГПУ, МГСУ, Психологии и педагогики, Экономики и культуры при интерколледже РАН-Академии УСК «Искра», киностудия имени Горького, театр Кукол, гостиницы «Байкал» и «Турист», Центральная больница имени Семашко.